# المركبة (إب)

تعديل مصدري - تعديل

المركبة محلة تابعة لقرية حصاية، التابعة لعزلة بني مدسم بمديرية إب إحدى مديريات محافظة إب في الجمهورية اليمنية.، بلغ تعداد سكانها 66 حسب تعداد اليمن لعام 2004.